# Duetto per trombone e contrabbasso
Il Duetto per trombone e contrabbasso è un'opera musicale in Si bemolle maggiore, del compositore inglese Edward Elgar, scritta nel 1887.

## Storia
Il duetto fu composto come regalo di nozze per Frank Weaver, un fratello di Helen Weaver, alla quale il compositore era stato fidanzato quattro anni prima e gli fu presentato il 1º agosto 1887 quando sposò Fannie Jones. Weaver aveva circa un anno più di Elgar; era un calzolaio e un contrabbassista dilettante ed Elgar suonava il trombone. Frank e Helen Weaver erano tra i figli di William Weaver, un commerciante di scarpe il cui negozio era in Worcester High Street, di fronte al negozio di musica del padre di Elgar.
Il manoscritto fu ereditato da uno dei figli di Frank Weaver e alla fine fu pubblicato da Rodney Slatford (Yorke Edition) nel 1970.

## Descrizione
Il duetto è un Allegretto lungo 49 battute. È nella forma di una fuga in cui il tema viene prima suonato dal contrabbasso, quindi imitato dal trombone una quarta più alto.